# Joasaph des Hodèges
Joasaph est un moine du monastère des Hodèges, copiste au XIVe siècle, longtemps identifié à l'empereur Jean VI Cantacuzène, auteur de ses mémoires à caractère historique.

## Contexte de la confusion
Joasaph s'est occupé de préparer une édition de luxe du recueil des œuvres théologiques de Jean Cantacuzène, le Parisinus Graecus 1242. Ce manuscrit a fait croire longtemps que cet exemplaire de luxe était dû à la main de l'auteur lui-même, confusion due au fait que l'empereur a pris le nom de Joasaph, nom de moine très répandu à l'époque, après son abdication en 1355. Les études historiques menées sur ces manuscrits prouvent que le copiste n'est pas le même que l'auteur,.

## Œuvres du copiste
D'après Línos Polítis de l'Université Thessalonique, Joasaph aurait copié à peu près cinquante manuscrits dont trente quatre sont signés et les autres attribués. Son activité peut être datée sur plus de quarante ans de 1360 à 1406.